# Camille Delthil
Camille Delthil (* 30. Juni 1834 in Paris; † 14. Juli 1902 ebenda) war ein französischer Politiker und Schriftsteller.

## Leben
Delthil erhoffte sich seit der Februarrevolution 1848 eine Verbesserung der politischen Lage Frankreichs. Spätestens aber nach dem Staatsstreich vom Dezember 1851 durch Napoléon III., den letzten Kaiser der Franzosen, war er desillusioniert. Politisch liberal, war Delthil vehement gegen das zweite Kaiserreich eingestellt. Während des Deutsch-Französischen Krieges berief man Delthil mit Wirkung vom 4. September 1870 zum „Vize-Präfekten“ von Castelsarrasin, Département Tarn-et-Garonne.
Befreundet mit Sully Prudhomme und Louis Ratisbonne wurde Delthil auch mit anderen Parnassiens bekannt. Der Verleger Alphonse Lemerre nahm einige Gedichte Delthils in die später berühmt gewordene Anthologie Le Parnasse contemporain mit auf. Heute zählt Delthil ebenfalls zu dieser literarischen Vereinigung.
Am 22. Juni 1902 wurde Delthil zum Nachfolger von Louis Bourgeat ernannt. Er sollte damit als Vertreter der „Demokratischen Linken“ in den Senat gewählt werden. Delthil verstarb jedoch drei Wochen später an den Folgen einer Operation.
Der Jurist Roger-Camille Delthil war sein Sohn.

## Werke (Auswahl)
- Angelique. 1869.
- Caprices. 1858.
- Frames. 1866.
- Les Lambrusques. 1884.
- Les martyrs de l'idéal. 1882.
- Poèmes parisiens. 1875.
- Les rustiques. 1875.
- Silhouettes provinciales. Femmes, journalistes, poètes. 1861.
- Les Tentations. 1890.